# Klimat Azerbejdżanu

Klimat Azerbejdżanu według klasyfikacji klimatów Köppena

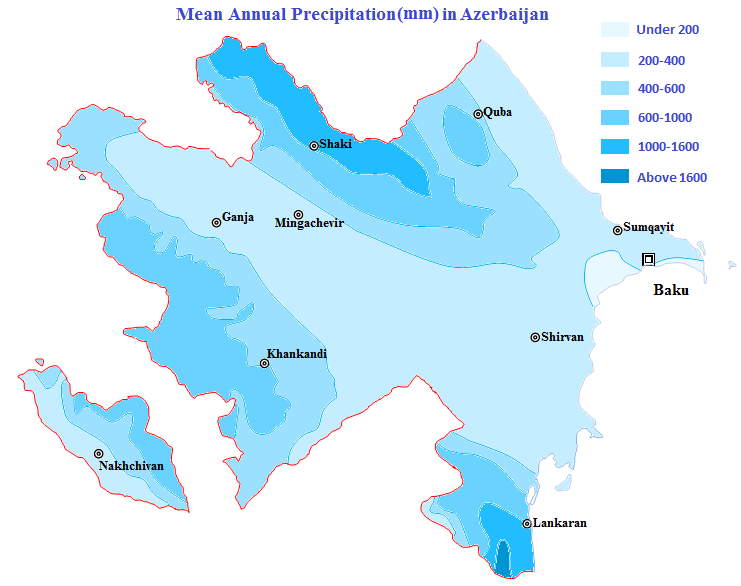
Średnie roczne opady w Azerbejdżanie (mm)

Klimat Azerbejdżanu jest bardzo zróżnicowany. Obejmuje on osiem z jedenastu istniejących stref klimatycznych.

## Geografia
Azerbejdżan położony jest na północnym krańcu strefy zwrotnikowej, w południowo-wschodniej części Kaukazu i północno-zachodniej części Wyżyny Irańskiej. Na jego klimat wpływ mają położenie geograficzne, ukształtowanie terenu, bliskość Morza Kaspijskiego, promieniowanie słoneczne oraz napływające masy powietrza.
Azerbejdżan jest krajem górzystym, otoczonym Wielkim Kaukazem, Małym Kaukazem oraz Górami Tałyskimi. Pomiędzy Wielkim i Małym Kaukazem rozciąga się na Nizina Kurańska, która od wschodu graniczy z Morzem Kaspijskim. Wielki Kaukaz, położony na północy kraju, chroni go przed bezpośrednim wpływem zimnych mas powietrza. Na skutek tego na przeważającym obszarze podgórskich i równinnych terenów kraju panuje klimat zwrotnikowy. Złożoność krajobrazu powoduje nierównomierne rozmieszczenie stref klimatycznych.

## Charakterystyka klimatu
Na klimat Azerbejdżanu wpływają temperatura, wielkość opadów, wilgotność oraz zachmurzenie.

### Temperatura

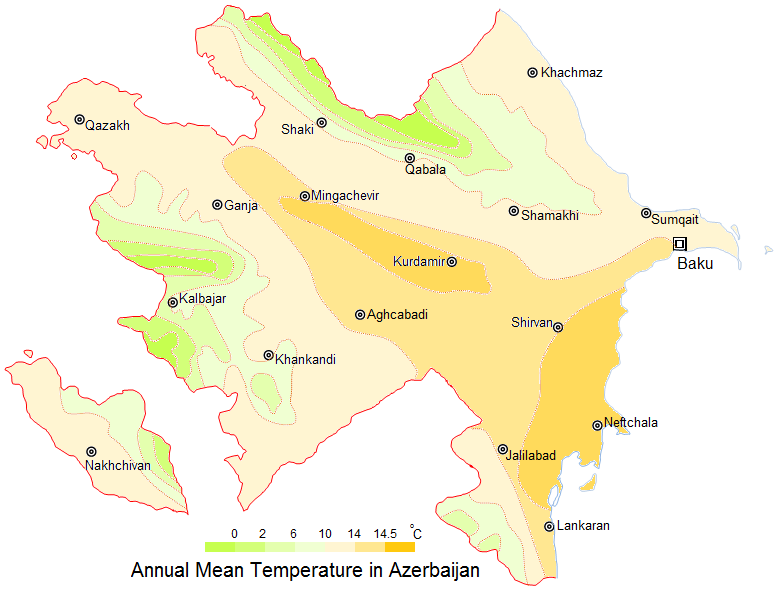
Średnia roczna temperatura w Azerbejdżanie (°C)

Układ średnich temperatur zależy od cech mas powietrza napływających do kraju, ukształtowania terenu oraz bliskości Morza Kaspijskiego. Morze powoduje spadek temperatury w obszarach morskich w lecie i ich wzrost zimą. Jednocześnie łagodzi ono wpływ gorących i suchych mas powietrza pochodzących z Azji Środkowej. Średnia roczna temperatura wynosi 14–15 °C na Nizinie Kurańskiej, w regionach przybrzeżnych położonych na południe od Półwyspu Apszerońskiego i na Nizinie Lenkorańskiej. Im bliżej gór tym niższa jest średnia temperatura – 4–5 °C na wysokości 2 tysięcy metrów oraz 1–2 °C na wysokości 3 tysięcy metrów.
Zarówno najniższa (–33 °C), jak i najwyższa temperatura (46 °C) odnotowane zostały w Rejonie Culfa i Rejonie Ordubad.

## Opady atmosferyczne
Najwyższe roczne opady występują w Lenkoran (1600–1800 mm), natomiast najniższe – na Połwyspie Apszerońskim (200–350 mm).